# (13421) Holvorcem
(13421) Holvorcem – planetoida z pasa głównego asteroid okrążająca Słońce w ciągu 4,33 lat w średniej odległości 2,66 j.a. Odkrył ją Charles Juels 11 listopada 1999 roku w Fountain Hills. Nazwa planetoidy pochodzi od Paulo R. Holvorcema (ur. 1967) – brazylijskiego matematyka i astronoma amatora.